# Kotlina Wałbrzyska
Kotlina Wałbrzyska - kotlina na Pogórzu Wałbrzyskim w południowo-zachodniej Polsce w województwie dolnośląskim, powiat wałbrzyski. 

## Opis
Kotlina Wałbrzyska stanowi niewielkie ale głębokie kotlinowe przedłużenie poziomu podgórskiego, położone w południowo-wschodniej części Pogórza Wałbrzyskiego, między wzniesieniami Gór Wałbrzyskich. Jest wąską długą kotliną górską o stromych zboczach z wieloma dolinami rozchodzącymi się ze środka kotliny promieniście.

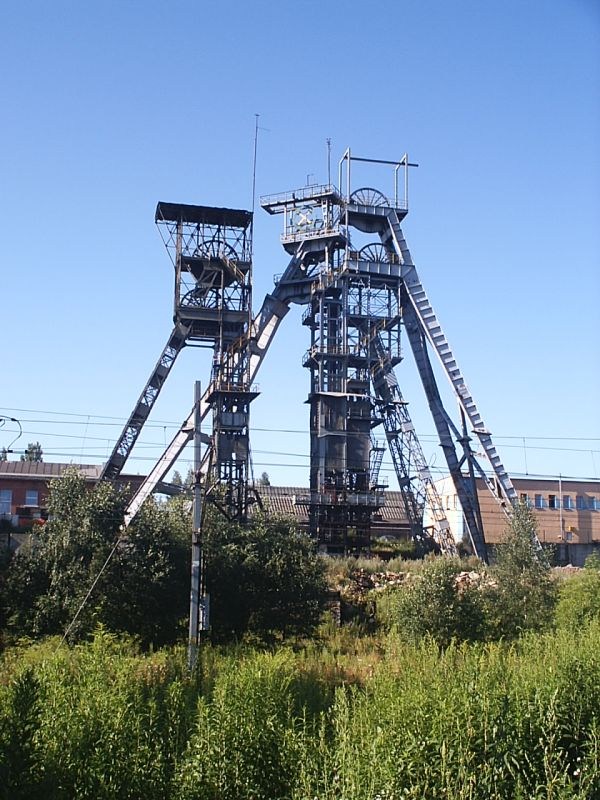
Szyby kopalniane
relikt przeszłości

Teren o charakterze przemysłowym, górzysty silnie pofałdowany. W kotlinie znajduje się południowa część Wałbrzycha. Nad kotliną i miastem od zachodniej strony góruje charakterystyczna kopuła Chełmca.
W północnej części Kotliny Wałbrzyskiej zalegają warstwy dewońskie należące do depresji Świebodzic, w północno-wschodniej metamorficzne gnejsy bloku sowiogórskiego. Zasadnicze partie Kotliny wypełniają osady karbońskie, a południowe obrzeżenie zbudowane jest z utworów permskich. W części północnej, na utworach dewońskich w dolnym karbonie osadziły się grube warstwy zlepieńców, należących do facji kulmu. W karbonie górnym powstały naprzemianległe warstwy zlepieńców, piaskowców i łupków z pokładami węgla kamiennego. Najgłębiej leżą produktywne warstwy wałbrzyskie, nad nimi leżą grube, nieproduktywne warstwy białokamieńskie, a najpłycej zalegają produktywne warstwy żaclerskie. W karbonie górnym z głębi ziemi intrudowały kwaśne magmy, które zastygły pod ówczesną powierzchnią ziemi, a które obecnie tworzą porfiry budujące Chełmiec, masywy Gór Czarnych oraz niewielkie wystąpienia w obrębie Kotliny. W permie dolnym osadziły się czerwone piaskowce z wkładkami zlepieńców, mułków, łupków ilastych i wapieni oraz powstały zasadowe skały wulkaniczne - melafiry i ich tufy, tworzące południowe obrzeżenie Kotliny oraz pobliskie Góry Suche. Utwory karbońskie i permskie należą do jednostki geologicznej zwanej niecką śródsudecką. Osady niecki śródsudeckiej są generalnie nachylone ku jej środkowi, czyli na obszarze Gór Wałbrzyskich i Suchych, na południe i południowy zachód, ale w rejonie intruzji Chełmca zostały podniesione i zapadają koncentrycznie na zewnątrz od niej, a w pobliżu innych intruzji też są silnie zaburzone. Węgiel kamienny w pobliżu intruzji został przeobrażony w antracyt.
Przez kotlinę przechodzą: linia kolejowa, droga krajowa nr 35 oraz kilka dróg wojewódzkich. Jeszcze kilkanaście lat temu w kotlinie czynnych było kilka kopalń i koksowni co było przyczyną zniszczeń ekologicznych. Dzisiaj po zamknięciu pod koniec XX wieku kopalń i przemysłu, przyroda szybko się odrodziła, a w pejzażu zostały pokopalniane hałdy i wieże szybowe kopalń, relikty górniczej przeszłości regionu.